# Sheila Levrant de Bretteville
Sheila Levrant de Bretteville (Nueva York, 4 de noviembre de 1940) es una diseñadora gráfica, artista y docente estadounidense cuyo trabajo refleja su creencia en la importancia de los principios feministas y la participación de las personas usuarias en el diseño gráfico. En 1990 se convirtió en directora del Programa de Graduados de la Universidad de Yale en Diseño Gráfico y en la primera mujer en recibir un cargo en la Escuela de Arte de la Universidad de Yale. En 2010 fue nombrada profesora de diseño gráfico Caroline M. Street.

## Biografía
Sheila Levrant de Bretteville nació en 1940 en Brooklyn, Nueva York . Se graduó de la preparatoria Abraham Lincoln en 1959. En Lincoln, estudió con Leon Friend, quien la introdujo al diseño gráfico moderno y a la responsabilidad social de los diseñadores.
Sheila estudió en el Barnard College y en Yale University. También recibió doctorados honorarios del Instituto de Artes de California (CalArts), Moore College of Art y California College of the Arts.
En 1971, de Bretteville fundó el primer programa de diseño para mujeres en el Instituto de las Artes de California, y dos años después cofundó el Woman's Building, un centro público en Los Ángeles dedicado a la educación y la cultura de las mujeres. En 1973, de Bretteville fundó el Women's Graphic Center y cofundó el Feminist Studio Workshop (junto con Judy Chicago y Arlene Raven ), ambos ubicados en el Woman's Building.
Sheila diseñó un cáncamo engarzado a una cadena, destinado a representar "la fuerza sin puño", así como el símbolo biológico de la mujer. Fue un regalo para Arlene Raven y Judy Chicago cuando comenzaron el Taller de Estudio Feminista en 1972. Desde entonces, es el regalo de bienvenida a otras mujeres con quienes comparte una visión de la creación de la cultura de las mujeres.  Las integrantes del Taller de Estudio Feminista de 1978–79 también hicieron 500 de estos collares para celebrar el quinto aniversario del Edificio de la Mujer en Los Ángeles.  El grupo de arte feminista Sisters of Jam (Mikaela y Moa Krestesen) convirtió el collar en un monumento móvil; ven el cáncamo "como un símbolo del trabajo ya realizado pero también como un estímulo para el trabajo que aún no se ha completado".  Sisters of Jam también realizó la instalación "Hello Sheila", que cuenta con un cáncamo en una cadena, en el Survival Kit Festival en Umeå en 2014. 
En 1980 de Bretteville inició el programa de diseño de comunicación en el Otis College of Art and Design .

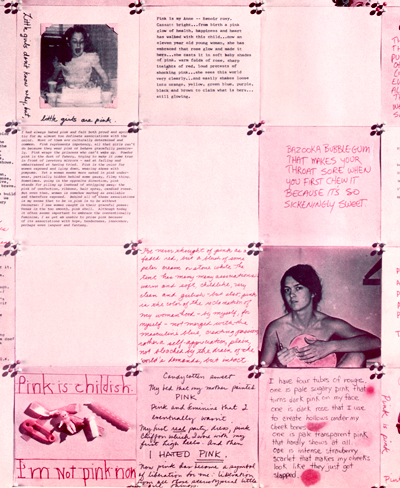
Cartel creado por Sheila de Bretteville en 1973

De Bretteville ha tenido un interés permanente en las formas comunales de arte, que ella creía que eran un componente esencial del movimiento artístico feminista en los Estados Unidos . En 1973, creó "Pink", un costado destinado a explorar las nociones de género asociadas con el color rosa, para una exposición del Instituto Americano de Artes Gráficas sobre el color. Esta fue la única entrada sobre el color rosa. Varias mujeres, incluidas muchas en el Taller Feminista de Estudio, enviaron entradas para explorar su asociación con el color. De Bretteville arregló los cuadrados de papel para formar una "colcha" de la cual se imprimieron y difundieron carteles en Los Ángeles. Como resultado, recibió el apodo "Pinky".
En 1980, de Bretteville inició el programa de diseño de comunicación en el Otis College of Art and Design.
De Bretteville se ha interesado en el arte público creando obras integradas en los barrios de la ciudad. Una de sus piezas más conocidas es "Biddy Mason's Place: A Passage of Time", un muro de hormigón de 82 pies con objetos incrustados en el centro de Los Ángeles que cuenta la historia de Biddy Mason, una antigua esclava que se convirtió en matrona en Los Ángeles y vivía cerca del lugar. En "Path of Stars", completado en 1994 en un vecindario de New Haven, de Bretteville documentó la vida de los ciudadanos locales, pasados y presentes, con 21 estrellas de granito en la acera.
En 2010, fue entrevistada en el documental !Women Art Revolution, Lynn Hershman Leeson.
Es miembro de la Academia de Artes y Ciencias de Connecticut.

## Premios
En 2005, recibió el premio a Mejor Reconocimiento Público de Obra de arte, entregado por Americans for the Arts, En 2009, recibió el premio Grandmaster del New York Art Directors Club. Recibió varios premios de parte del Instituto Americano de Artes Gráficas, incluida una Medalla de Oro de la Leyenda del Diseño para 2004.